# Felsőújfalu
Felsőújfalu település Romániában, Máramaros megyében.

## Fekvése
Máramaros megye nyugati részén, Nagybányától keletre fekvő település. 

## Története
Felsőújfalut Károly Róbert király 1329-ben Nagybánya városának adományozta, s Nagybányáé maradt mindvégig.
Borovszky S. a településről írta az 1900-as évek elején: "oláh kisközség a nagybányai járásban. Házainak száma 143, lakosaié 624, mindnyájan görögkatolikus vallásúak. Határa 689 k.hold…Postája és távírója Nagybánya, a legközelebbi vasútja Giródtótfalun van".

## Nevezetességek
- Görögkatolikus templom – 1705-ben épült.